# Склодувна трубка

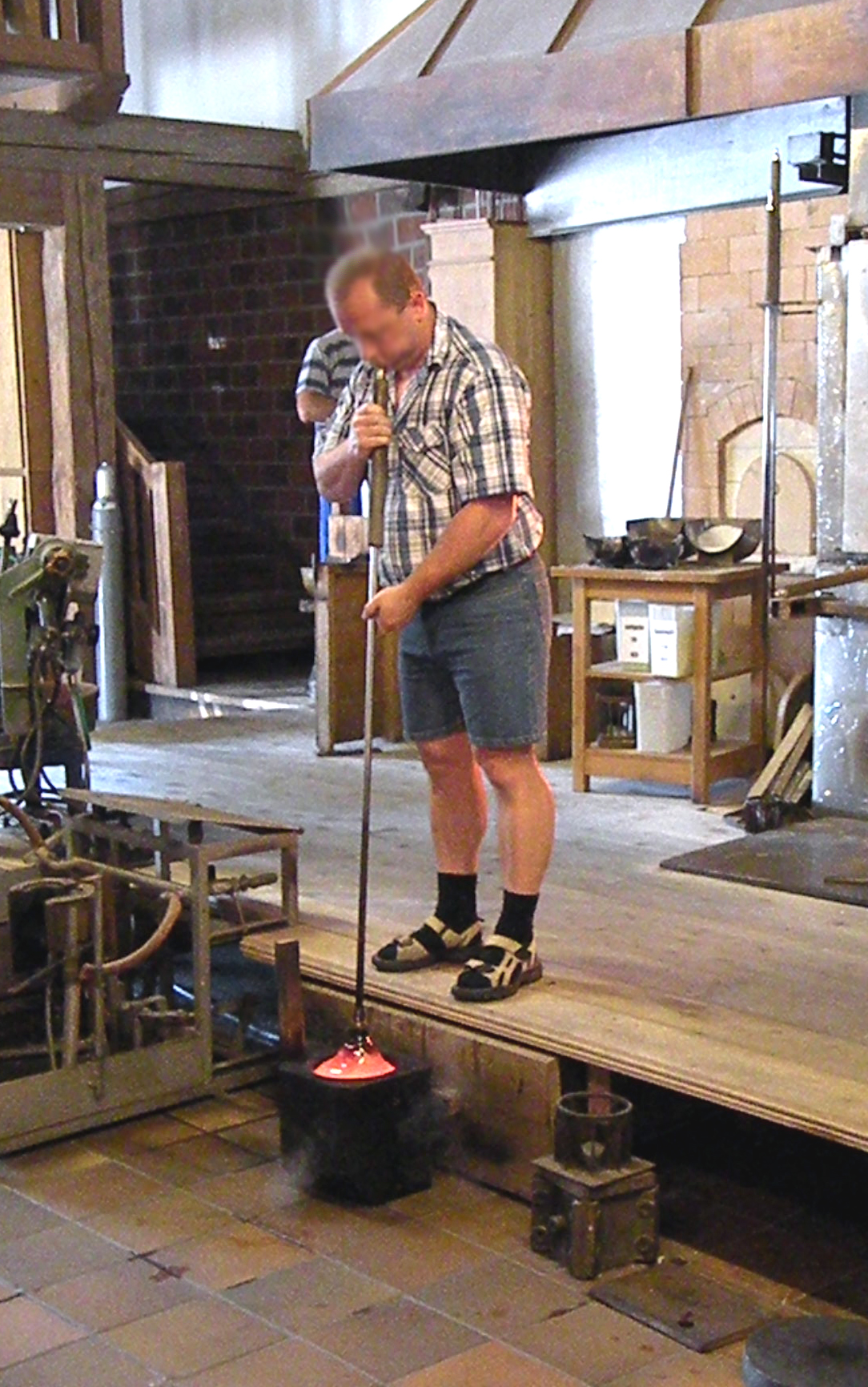
Видування скла у форму

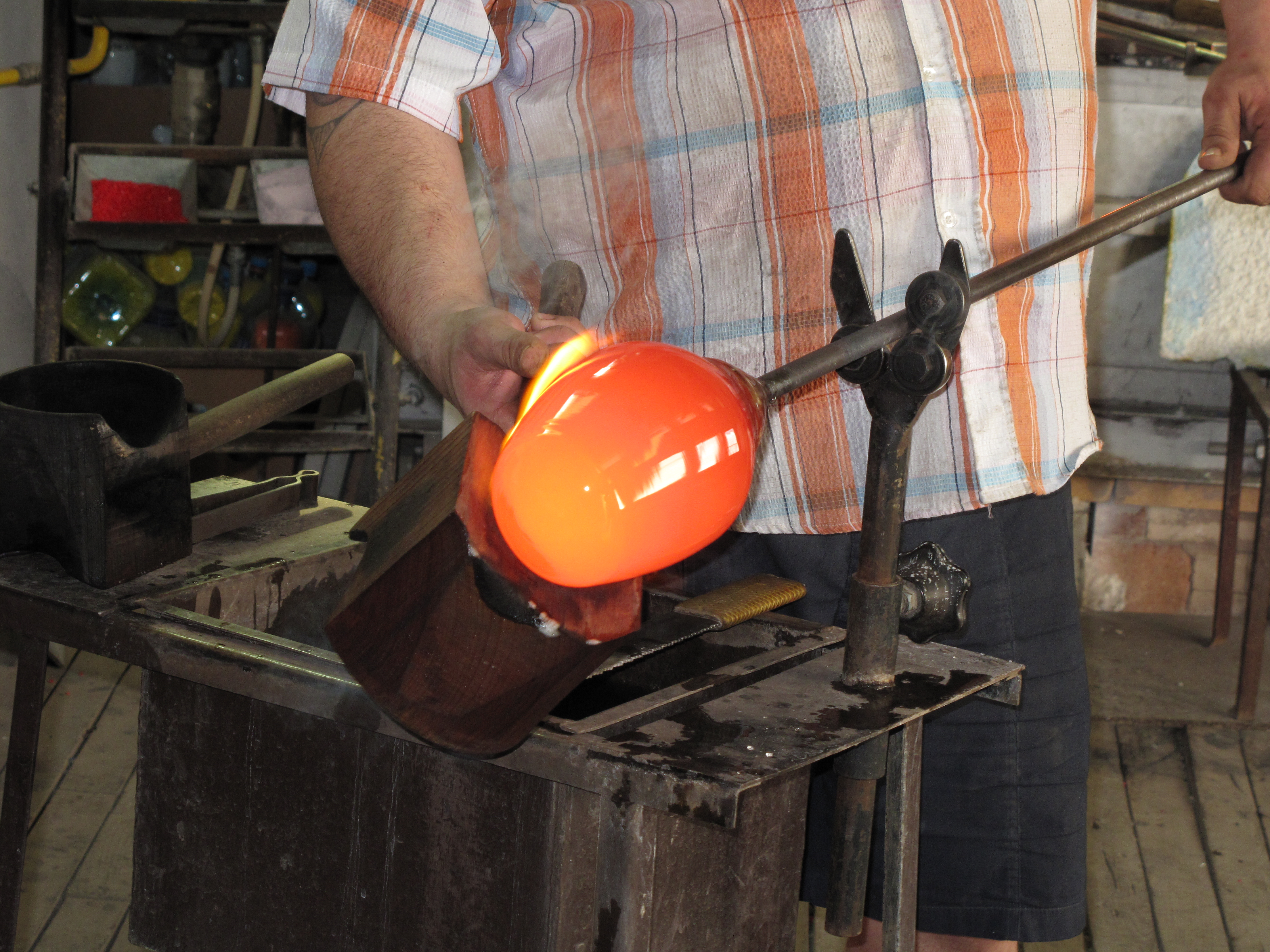

Склодувна трубка — основний інструмент склодува. На кінець трубки набирають скляну масу і видувають так звану «баньку» — велику скляну бульбашку. Її видувають у склярську форму чи обробляють інструментами.
Звичайні склодувні трубки складаються з наплавки (частина, якою набирається скляна маса), корпусу, ізольованої частини і мундштука.
Склодувними трубками користувалися вже фінікійці (бл. 1500—300 до н. е.), очевидно, вони виготовлялися з глини.
Найстаріше зображення склодувної трубки належить до XV століття — у дорожніх нотатках Джона Мандевіля.